# Anna Bagriana
Anna Bagriana (en ukrainien : Ганна Багряна), née le 24 mars 1981 à Fastiv, dans l'oblast de Kiev, est une poétesse ukrainienne.

## Biographie
Anna Bagriana a effectué ses études supérieures de la langue et littérature ukrainienne contemporaine à la faculté des lettres à l’Université nationale Taras-Chevtchenko de Kiev. Elle a publié six recueils poétiques, des romans (L’étymologie du sang, 2008 ; Un amour bien drôle, 2010 ; L’homme à problèmes, 2012) et un recueil de pièces et des récits pour les enfants. 
Son théâtre a été joué en Ukraine, aux États-Unis et en Macédoine. Ses ouvrages sont traduits en 17 langues. Ses livres (recueils de poèmes, de pièces et un roman) ont paru en Pologne, en Azerbaïdjan, en Bulgarie, en Serbie et en Macédoine. Anna Bagriana a également traduit de nombreux ouvrages des langues slaves. 
Elle a obtenu de nombreux prix littéraires en Ukraine et à l’étranger, dont le Prix international Oles-Hontchar en 2008, le prix Maroussia Bek (Canada), Prix International Plume volante d’argent (Bulgarie), Prix International des Frères Miladinov de l’Académie Méditerranéenne (Macédoine). 
Membre de l’Union nationale des écrivains d’Ukraine, elle siège également à l’Académie littéraire et artistique slave bulgare.